# Osliabia (1903)
Osliabia (en ruso: Ослябя) fue el segundo de los tres acorazados pre-dreadnought de segunda clase de la clase Peresvet construidos para la Armada Imperial Rusa a finales del siglo XIX, aunque los retrasos en la construcción significaron que fue el último en completarse. Fue nombrado en honor al compañero de Peresvet en Kulikovo, Rodión Osliabia.
El barco formó parte del Segundo Escuadrón del Pacífico dirigido por Zinovi Rozhéstvenski enviado al Lejano Oriente durante la Guerra Ruso-Japonesa de 1904-05, y sirvió como buque insignia del contraalmirante Barón Dimitri von Fölkersahm. 
El Osliabia fue hundido el 27 de mayo de 1905 en la batalla de Tsushima, convirtiéndose en el primer acorazado hecho totalmente de acero en ser hundido únicamente por disparos navales. Las fuentes difieren sobre el número exacto de víctimas, pero más de la mitad de su tripulación se hundió con el barco.